# Works Progress Administration

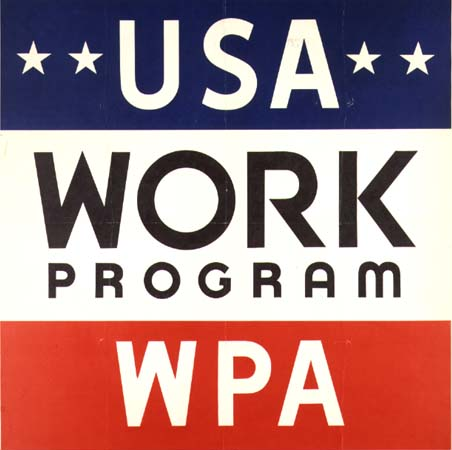
Logo WPA.

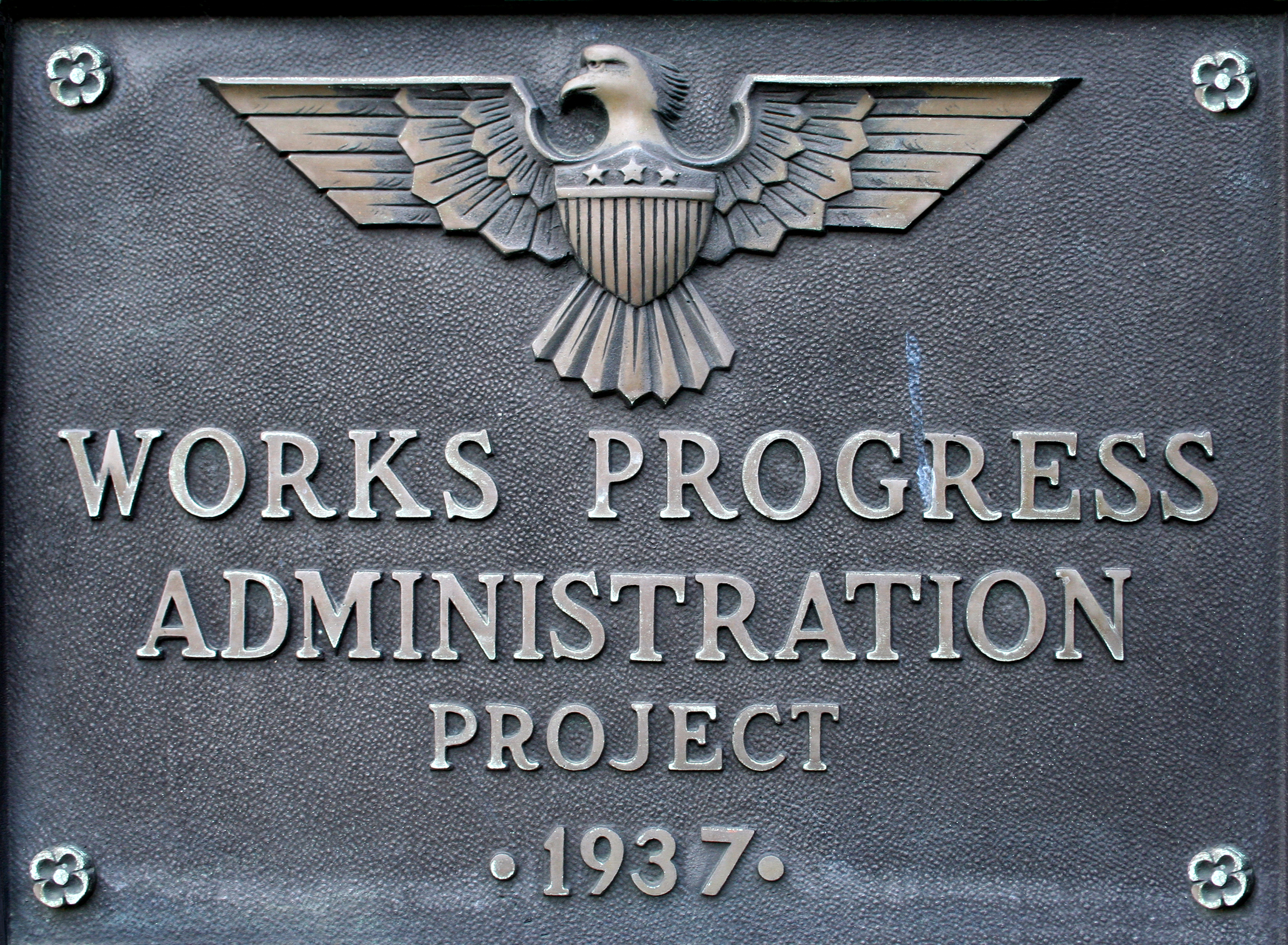
Tipica targa su un progetto WPA.

La Works Progress Administration (ribattezzata nel corso del 1939, Work Projects Administration; WPA) è stata la più grande agenzia del New Deal che diede lavoro a milioni di persone nella costruzione di opere pubbliche, come edifici, strade e nella realizzazione di grandi progetti nelle arti, teatro, media e alfabetizzazione. Sfamò bambini e distribuì alimenti, vestiti e alloggi. Quasi ogni comunità negli Stati Uniti d'America ha un parco, un ponte o una scuola costruiti dalla WPA, soprattutto negli Stati occidentali e tra le popolazioni rurali. Per questi aiuti tra il 1936 e il 1939 spese circa 7 miliardi di dollari.
Creata per decreto del presidente Franklin Delano Roosevelt, la WPA fu finanziata dal Congresso, quando fu approvato l'Emergency Relief Appropriation Act del 1935, l'8 aprile 1935. La legge era passata alla Camera dei Rappresentanti con un margine di 329 a 78 voti, ma subì dei ritardi al Senato.
La WPA prolungò ed estese programmi di assistenza simili alla Reconstruction Finance Corporation (RFC), che venne istituita dal Congresso nel 1932 durante l'amministrazione del predecessore di Roosevelt, Herbert Hoover. Diretta da Harry Hopkins la WPA diede lavoro ai disoccupati durante la Grande depressione negli Stati Uniti. Tra il 1935 e il 1943 creò quasi otto milioni di posti di lavoro.
Fino a quando fu chiusa dal Congresso e la gente trovò lavoro nell'industria bellica (Seconda guerra mondiale, 1943), la WPA è stata la più grande fonte di lavoro nel Paese. La maggior parte delle persone disoccupate poteva accedere ad almeno alcune delle offerte della WPA. Le retribuzioni in prevalenza erano su base oraria e secondo i regolamenti non si poteva lavorare più di 30 ore alla settimana, ma in molti progetti i lavoratori mangiavano e dormivano nei cantieri, visto che era necessaria una loro presenza costante. Prima del 1940 si tennero anche corsi formativi per insegnare nuovi mestieri; l'addestramento era infatti un aspetto su cui i legislatori avevano posto fortemente l'accento.

## Profilo dei lavoratori

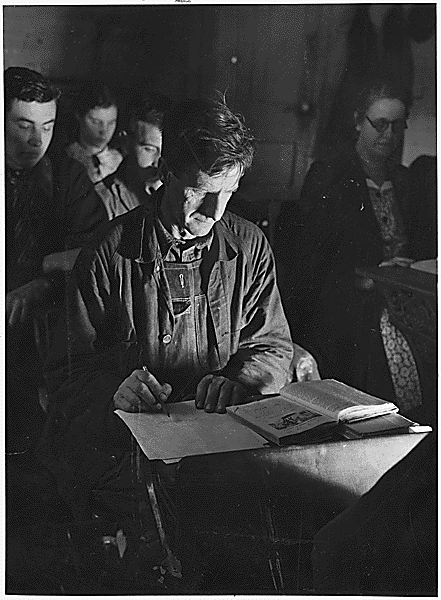
Alcuni programmi WPA includevano l'istruzione degli adulti.

Circa il 15% dei capofamiglia assistiti erano donne. I programmi per i giovani operavano separatamente nel National Youth Administration o NYA. Il lavoratore medio aveva circa quarant'anni (circa la stessa età media dei capofamiglia assistiti).
La WPA era coerente con la radicata convinzione del tempo che marito e moglie non dovessero lavorare contemporaneamente (perché il lavoro poteva richiedere ai coniugi di vivere separati, in luoghi lontani). Un'indagine su 2.000 donne lavoratrici di Filadelfia mostrò che il 90% erano sposate, ma risultavano conviventi con il loro compagno solo nel 18 per cento dei casi. Solo il 2 per cento dei mariti avevano un lavoro privato. "Tutte queste [2.000] donne", si sottolineava, "in casa dovevano accudire da una a cinque altre persone".
Nelle zone rurali del Missouri il 60% delle donne lavoratrici della WPA erano senza marito (12% erano nubili, il 25% vedove e il 23% divorziate, separate o abbandonate dal coniuge). Pertanto, solo il 40% erano sposate e conviventi con il coniuge, ma il 59% dei mariti erano permanentemente invalidi, il 17% erano temporaneamente invalidi, il 13% troppo vecchi per lavorare e il restante 10% erano o disoccupati o portatori di handicap. In media il marito aveva perso l'ultimo lavoro regolare da cinque anni. La maggior parte delle donne lavoravano come cucitrici, venne loro insegnato l'uso di macchine per cucire e producevano vestiti, biancheria da letto e forniture per ospedali, orfanotrofi e centri di adozione.

## Assistenza agli afroamericani
La porzione di sussidi della Federal Emergency Relief Administration (FERA) e WPA per gli afroamericani superava la loro quota nella popolazione in generale. Dal primo censimento degli aiuti della FERA risultava che più di due milioni di afroamericani erano assistiti all'inizio del 1933, una porzione della popolazione afroamericana (17,8%) quasi doppia della percentuale dei bianchi aiutati (9,5%). Nel 1935, 3.500.000 afroamericani (uomini, donne e bambini) erano assistiti, quasi il 35 per cento della popolazione afroamericana, più altri 250 000 afroamericani adulti stavano lavorando in progetti WPA. Complessivamente nel corso del 1938, circa il 45 per cento delle famiglie afroamericane erano assistite o lavoravano nella WPA.
Alcuni leader dei diritti civili contestarono inizialmente che gli afroamericani erano proporzionalmente sottorappresentati. Leader afroamericani fecero tale affermazione per quanto riguardava le assunzioni WPA nel New Jersey: "Nonostante il fatto che i neri senza dubbio costituiscano più del 20 per cento dei disoccupati dello Stato, solo il 15,9% hanno avuto un posto di lavoro dalla WPA nel corso del 1937". A livello nazionale verso la fine del 1937, il 15,2% erano afroamericani. La rivista NAACP Opportunity commentò positivamente i risultati della WPA:
(febbraio, 1939, p. 34 in Howard, p. 295)

## Progetti finanziati

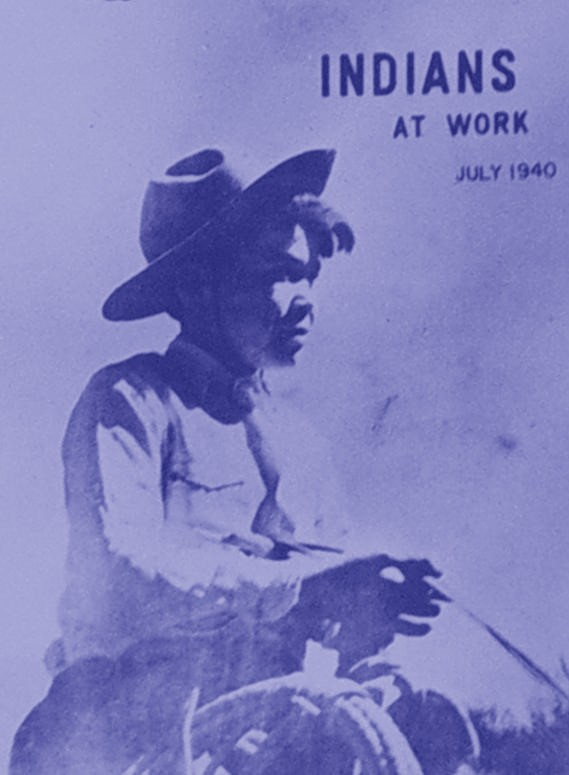
Rivista "Indians at Work" (1940).

La spesa totale in progetti WPA al giugno 1941, ammontava a circa 11,4 miliardi di dollari. Più di quattro miliardi di dollari vennero spesi per autostrade, strade e progetti di strade, più di un miliardo in edifici pubblici, tra cui lo storico Dock Street Theatre a Charleston, l'Osservatorio Griffith a Los Angeles e il Timberline Lodge sul Monte Hood in Oregon; più di un miliardo in proprietà o servizi pubblici; e un altro miliardo in progetti sociali, compresi i progetti di cucito per le donne, la distribuzione delle merci in eccesso e progetti di mense scolastiche. Un progetto edile fu la superstrada Merritt Parkway nel Connecticut, dove i viadotti furono realizzati con una stessa struttura architettonica.
Un'altra realizzazione della WPA è stato il finanziamento a livello statale di progetti dimostrativi relativi ai servizi bibliotecari, rivolti ad aree dove tali servizi scarseggiavano ed estendendoli alle zone rurali.
La Carolina del Sud fruì di uno dei più grandi progetti dimostrativi per biblioteche a livello statale. Alla fine del progetto nel 1943, la Carolina del Sud aveva dodici biblioteche di contea finanziate da fondi pubblici, una biblioteca regionale ed una agenzia per le biblioteche finanziata dallo Stato.

### Federal Project Number One
Federal Project Number One o Federal One era il nome collettivo di un gruppo di progetti, parte del WPA.
I cinque elementi del programma erano:
- Federal Writers' Project (FWP). Sostegno degli scrittori.
- Historical Records Survey (HRS). In origine parte del FWP, il progetto era dedicato alla valutazione e catalogazione di documenti storicamente rilevanti negli archivi statali, di contea e locali.
- Federal Theatre Project (FTP). Finanziamento al teatro e altri spettacoli dal vivo.
- Federal Music Project (FMP). Aiuti a musicisti, direttori d'orchestra e compositori.
- Federal Art Project (FAP). Dedicato agli artisti delle arti visive.

## Occupazione

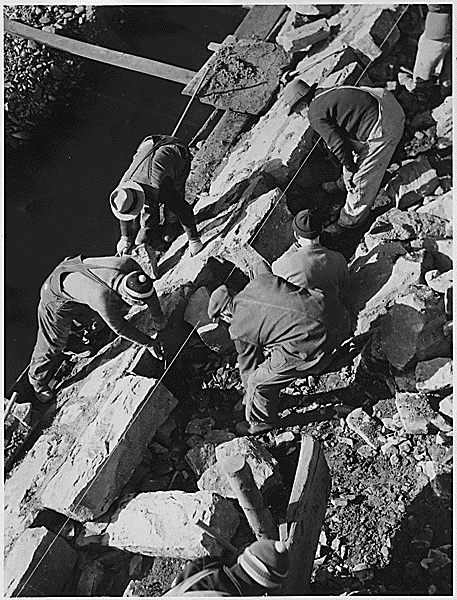
Works Progress Administration. Costruzione di una strada.

L'obiettivo del WPA era di impiegare la maggior parte dei disoccupati in assistenza fino a quando l'economia si sarebbe ripresa. Harry Hopkins documentò al Congresso durante il gennaio 1935 perché aveva fissato a 3,5 milioni i possibili beneficiari del progetto, utilizzando i dati del Federal Emergency Relief Administration. Stimando un costo a 1.200 dollari per lavoratore all'anno, chiese e gli furono concessi 4 miliardi di dollari. Molte erano le donne disoccupate a quel tempo; numerose furono assunte ma sempre poche rispetto agli uomini.
Nel 1935 le persone assistite negli Stati Uniti erano 20 milioni. Di questi 8,3 milioni erano bambini al di sotto di sedici anni di età; 3,8 milioni erano le persone che, anche se tra i sedici e i sessantacinque non avevano un lavoro, né lo cercavano. Queste includendo casalinghe, studenti e le persone invalide. Altre 750.000 persone avevano sessantacinque anni di età o più. Così, del totale di 20 milioni di persone che erano assistite, 13 milioni venivano considerate non ammissibili per l'occupazione. Questo lasciava un totale di 7 milioni di persone presumibilmente occupabili di età compresa tra i sedici e i sessantacinque anni. Di questi tuttavia 1.650.000 erano operatori di aziende agricole o persone che avevano qualche occupazione non-assistenziale, mentre altri 350.000, nonostante il fatto che fossero già occupati o in cerca di lavoro, erano considerati inabili. Deducendo questo due milioni dal totale di 7,15 milioni, rimaneva 5.150.000 persone di età tra 16 e 65 anni, disoccupati, in cerca di lavoro e in grado di lavorare. A causa del presupposto che a un solo lavoratore per famiglia sarebbe stato permesso di lavorare nel quadro del programma proposto, questo totale di 5,15 milioni venne ulteriormente ridotto di 1,6 milioni, il numero stimato di lavoratori che erano membri di famiglie che comprendeva due o più persone occupabili. Quindi restava un totale netto di 3,550 milioni di lavoratori in altrettanti nuclei familiari, a cui si doveva procurare un lavoro.
La WPA diede un lavoro a un massimo di 3,3 milioni nel novembre 1938. La retribuzione dei lavoratori si basava su tre fattori: la regione del paese, il grado di urbanizzazione e le capacità del singolo individuo. Essa variava da 19 a 94 dollari al mese. L'obiettivo era quello di pagare il salario locali esistenti, ma limitare a 30 o meno le ore di lavoro per persona settimanali.

## Critiche

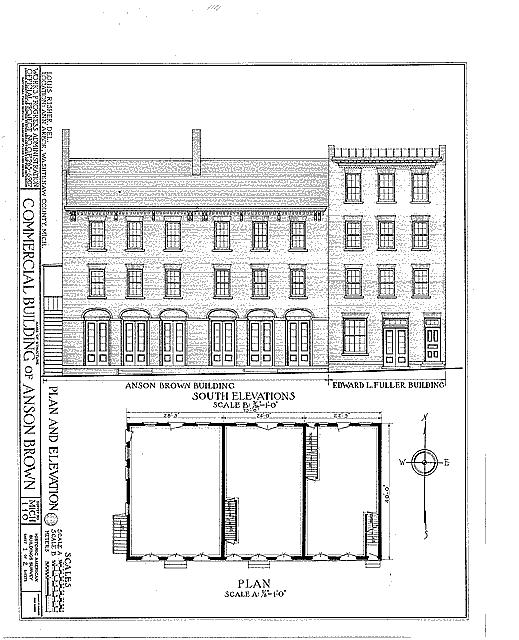
Disegno WPA di edificio storico (Anson Brown Building, Ann Arbor Michigan).

A differenza del popolare Civilian Conservation Corps, la WPA ebbe numerose critiche tra i conservatori. Una delle osservazioni principali al programma fu che sprecò fondi federali in progetti spesso non necessari o non richiesti. In particolare i progetti professionali, per "colletti bianchi", della WPA furono spesso presi di mira dai conservatori per il loro presunto contenuto sociale e politico apertamente di sinistra. Una critica della ripartizione dei progetti e dei finanziamenti era che spesso venivano realizzati per considerazioni politiche. I politici del Congresso favoriti dell'amministrazione Roosevelt, o che possedevano una notevole anzianità e potere politico, spesso aiutarono a decidere quali Stati e località avrebbero ricevuto il maggior finanziamento. La critica politica più seria fu che Roosevelt si stava costruendo una base elettorale a livello nazionale, costituita da milioni di lavoratori.
Alcuni critici traducevano l'acronimo WPA in "We Poke Along" (noi bighelloniamo), "We Piddle Around" (noi oriniamo in giro), "We Putter Along" (noi giriamo senza meta), "Working Piss Ants" o "Whistle, Piss and Argue gang". Questi erano riferimenti sarcastici a progetti WPA che a volte procedevano notevolmente a rilento, perché i capireparto di un progetto di governo concepito per mantenere l'occupazione, spesso non avevano alcun incentivo o la capacità di influenzare la produttività dei lavoratori con punizioni o licenziamenti. Questa critica era dovuta in parte alla pratica presto la WPA di basare le paghe su un "salario di sicurezza", assicurando che i lavoratori sarebbero stati pagati anche se il progetto veniva consegnato in ritardo, realizzato male o in modo incompleto.

Altri riferimenti denigratori della WPA nella cultura popolare sono stati:
- Il romanzo di Harper Lee del 1960 Il buio oltre la siepe riportava un commento tipico. Bob Ewell, lo scansafatiche residente nella contea (immaginaria) di Maycomb, viene descritto come "l'unica persona licenziata dalla WPA per pigrizia".
- A Loes Billy, ex-lanciatore dei Dodger e dei Giants, selezionato dai Mets nel corso del piano di espansione del 1961, è stata attribuita questa citazione: "I Mets sono una buona cosa. Danno lavoro a tutti. Proprio come la WPA".

## Evoluzione e conclusione

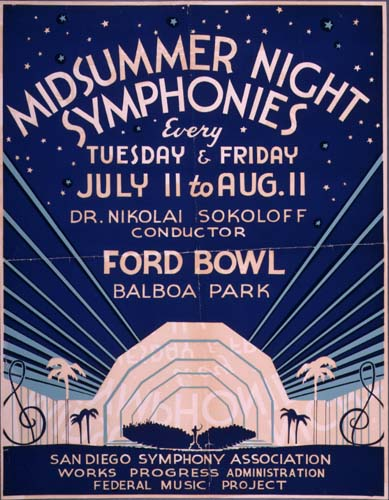
Southern California Federal Music Project (cartellone di autore ignoto, ca. 1937).

Nel corso del 1940, la WPA cambiò politica e iniziò a tenere corsi di istruzione professionale dei disoccupati per metterli in grado di lavorare nelle fabbriche. In precedenza, i sindacati avevano posto il veto ad ogni proposta di fornire nuove competenze professionali. La disoccupazione cessò con l'inizio della produzione bellica della Seconda guerra mondiale, per cui il Congresso chiuse la WPA nel tardo 1943.
Quando è morto nel 1998 all'età di 93, Harry Offenhartz, ex dipendente della WPA, era ritenuto l'ultimo "new-dealer". Offenhartz aveva anche creato la New Heritage Music Foundation per onorare gli eroi dell'era New Deal.

## Bibliografia

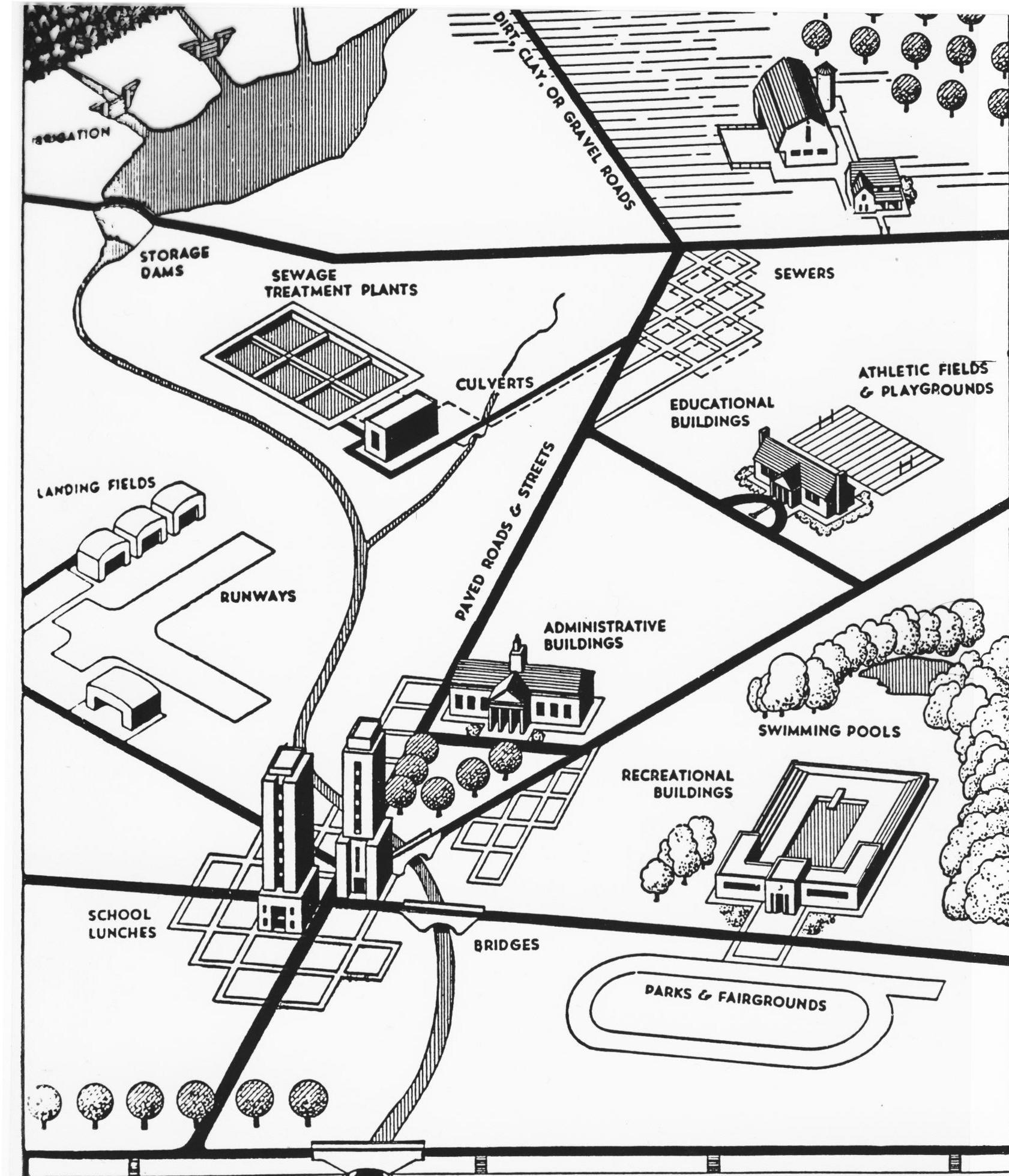
Sintesi di risultati conseguiti dalla WPA (cartellone del 1940).

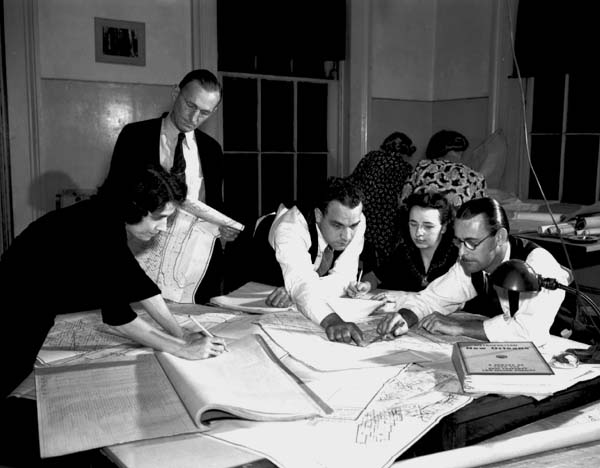
L'entrata degli Stati Uniti nella seconda guerra mondiale produsse un improvviso cambiamento delle esigenze e priorità nazionali. Impiegati della WPA al lavoro per realizzare una mappa per allarme aereo a New Orleans, pochi giorni dopo l'attacco di Pearl Harbor.